# 알레산드로 람브루스키니
알레산드로 람브루스키니(이탈리아어: Alessandro Lambruschini, 1965년 1월 7일 ~ )는 3000m 장애물경주에서 전문적이던 전 이탈리아의 장거리달리기 선수이다.
피렌체현 푸체키오에서 태어난 람브루스키니는 3회의 하계 올림픽(1988, 1992, 1996)에 참가하고, 1985년부터 1998년까지 국가 대표팀에서 40개의 캡을 가졌다.
그는 2회의 IAAF 월드컵과 8회의 유러피언컵을 포함하여 3000m 장애물달리기에서 17개의 국제 육상 경연을 우승하였다.
은퇴 후, 그는 2종 경기에 봉납되었다.